# 赖谢茨海姆
赖谢茨海姆是德国巴伐利亚州的一个市镇。总面积31.38平方公里，总人口1658人，其中男性823人，女性835人（2011年12月31日），人口密度53人/平方公里。